# En la nieve
En la nieve (en alemán Im Schnee) es un relato del escritor austriaco Stefan Zweig publicado en 1901. En España se ha editado junto a otros relatos breves en Noche fantástica. La obrita describe con un realismo trágico la cruda realidad de los pogromos medievales.

## Argumento
La acción se sitúa en un pueblecito alemán cercano a la frontera con Polonia en el siglo XVI.
Zweig narra la persecución de una comunidad judía por una chusma perteneciente al Movimiento de los Flagelantes debido a sus diferencias religiosas. Su huida en medio de una tormenta de nieve complicará la situación.